# Neleges
Neleges  (лат.) — род наездников из семейства Ichneumonidae (подсемейство Tryphoninae). Включает один вид Neleges proditor, распространённый в Европе и на Кавказе.

## Описание
Наездники средних размеров, длина тела в среднем около 10 мм.

## Список видов
В составе рода только один вид:
- Neleges proditor Gravenhorst, 1829